# Petra Kronberger
Petra Kronberger (ur. 12 lutego 1969 w St. Johann im Pongau) – austriacka narciarka alpejska, dwukrotna mistrzyni olimpijska, mistrzyni świata oraz trzykrotna zdobywczyni Pucharu świata. Jedna z niewielu zawodniczek, które wygrywały zawody we wszystkich konkurencjach.

## Kariera
Pierwszy sukces w karierze Petra Kronberger osiągnęła w lutym 1987 roku, kiedy podczas mistrzostw świata juniorów w Sälen/Hemsedal wywalczyła srebrny medal w gigancie. W zawodach Pucharu Świata zadebiutowała 26 listopada 1987 roku w Sestriere, gdzie zajęła 20. miejsce w slalomie. Dwa tygodnie później, 11 grudnia w Leukerbad, zdobyła pierwsze punkty, zajmując piętnaste miejsce w zjeździe. W kolejnych startach punktowała jeszcze kilkukrotnie, w tym dwukrotnie stawała na podium: 14 stycznia w Zinal była trzecia w zjeździe, a 24 stycznia w Bad Gastein trzecie miejsce zajęła w kombinacji. W klasyfikacji generalnej zajęła siedemnaste miejsce, a w klasyfikacji kombinacji była trzecia za Brigitte Oertli ze Szwajcarii oraz swą rodaczką, Anitą Wachter. W lutym 1988 roku wystąpiła na igrzyska olimpijskie w Calgary, gdzie jej najlepszym wynikiem było szóste miejsce w zjeździe. Kolejny raz na podium stanęła 16 grudnia 1988 roku w Altenmarkt, zajmując trzecie miejsce w kombinacji. Było to jednak jej jedyne podium w sezonie 1988/1989, który ukończyła na 24. miejscu. Wystąpiła także na mistrzostwach świata w Vail, zajmując między innymi siódme miejsce w kombinacji.
Przez trzy kolejne sezony Austriaczka zwyciężała w klasyfikacji generalnej Pucharu Świata, zostając drugą po Annemarie Moser-Pröll zawodniczką w historii, która trzy razy z rzędy zdobywała Kryształową Kulę. W tym czasie łącznie aż 31. razy stawała na podium, odnosząc przy tym szesnaście zwycięstw. Pierwszy triumf w karierze odniosła 16 grudnia 1989 roku w Panoramie, gdzie była najlepsza w zjeździe. Już następnego dnia wygrała kolejny zjazd, a następnie wygrywała giganta 8 stycznia 1990 roku w Hinterstoder, kombinację 14 stycznia 1990 roku w Haus, giganta 28 stycznia 1990 roku w Santa Caterina, slalom 13 marca 1990 roku w Vemdalen, giganta i slalom w dniach 1-2 grudnia 1990 roku w Valzoldana, supergiganta 9 grudnia w Altenmarkt, zjazd 21 grudnia 1990 roku w Morzine, kombinację 7 stycznia 1991 roku w Bad Kleinkirchheim, slalom 13 stycznia w Kranjskiej Gorze, zjazd i supergiganta w dniach 18-19 stycznia w Méribel oraz zjazd 21 grudnia 1991 roku w Serre-Chevalier i 14 marca 1992 roku w Panoramie. Ostatni raz na podium stanęła 6 grudnia 1992 roku w Steamboat Springs, gdzie zajęła trzecie miejsce w slalomie. Poza zwycięstwami w klasyfikacji generalnej Kronberger była druga w klasyfikacji zjazdu oraz trzecia w gigancie i kombinacji w sezonie 1989/1990, trzecia w zjeździe, najlepsza w slalomie i druga w supergigancie w sezonie 1990/1991 oraz druga w zjeździe i czwarta w klasyfikacji slalomu w sezonie 1991/1992.
W 1991 roku wystąpiła na mistrzostwach świata w Saalbach-Hinterglemm, zdobywając złoty medal w zjeździe. W zawodach tych wyprzedziła Francuzkę Nathalie Bouvier oraz Swietłanę Gładyszewą z ZSRR. Trzy dni później wzięła udział w supergigancie, który ukończyła na szóstej pozycji. Podczas przejazdu Austriaczka upadła i mimo ukończenia konkurencji w pozostałych wyścigach już nie wystąpiła. Rok później brała udział w igrzyskach olimpijskich w Albertville, gdzie wystąpiła we wszystkich konkurencjach. Rozpoczęła od zwycięstwa w kombinacji, uzyskując najlepszy czas zjazd i trzeci zjazd slalomu. Pozostałe miejsca na podium zajęły Anita Wachter i Florence Masnada z Francji. Dwa dni później Kronberger zajęła piąte miejsce w zjeździe, a następnie była czwarta w supergigancie. W zawodach tych walkę o podium przegrała z Niemką Katją Seizinger o 0,01 sekundy. Rywalizację w gigancie zakończyła już na pierwszym przejeździe i ostatecznie nie była klasyfikowana. Na koniec Austriaczka zwyciężyła w slalomie. Po pierwszym przejeździe zajmowała trzecie miejsce, tracąc do prowadzącej Julie Parisien z USA 0,06 sekundy. W drugim przejeździe drugi wynik, co dało jej jednak najlepszy łączny czas i zwycięstwo. Ostatecznie o 0,42 sekundy wyprzedziła Annelise Coberger z Nowej Zelandii, a o 0,67 sekundy pokonała Blankę Fernández Ochoę z Hiszpanii. W grudniu 1992 roku ogłosiła zakończenie kariery.
Kronberger kilkukrotnie zdobywała medale mistrzostw Austrii, w tym złote w gigancie i supergigancie w 1989 roku. W latach 1990, 1991 i 1992 była wybierana sportsmenką roku w Austrii, a w 1990 roku otrzymała nagrodę Skieur d’Or, przyznawaną przez Międzynarodowe Stowarzyszenie Dziennikarzy Narciarskich. Ponadto w 1992 roku została odznaczona Odznaką Honorową za Zasługi dla Republiki Austrii.

## Osiągnięcia

### Igrzyska olimpijskie
| Miejsce | Dzień     | Rok  | Miejscowość | Konkurencja | Czas biegu | Strata     | Zwyciężczyni       |
| ------- | --------- | ---- | ----------- | ----------- | ---------- | ---------- | ------------------ |
| 6.      | 19 lutego | 1988 | Calgary     | Zjazd       | 1:25,86    | +1,17      | Marina Kiehl       |
| 11.     | 21 lutego | 1988 | Calgary     | Kombinacja  | 29,25 pkt  | +58,76 pkt | Anita Wachter      |
| 14.     | 24 lutego | 1988 | Calgary     | Gigant      | 2:06,49    | +5,82      | Vreni Schneider    |
| 1.      | 13 lutego | 1992 | Albertville | Kombinacja  | 2,55 pkt   | -          | -                  |
| 5.      | 15 lutego | 1992 | Albertville | Zjazd       | 1:52,55    | +0,18      | Kerrin Lee-Gartner |
| 4.      | 18 lutego | 1992 | Albertville | Supergigant | 1:21,22    | +1,98      | Deborah Compagnoni |
| DNF1    | 19 lutego | 1992 | Albertville | Gigant      | 2:12,74    | -          | Pernilla Wiberg    |
| 1.      | 20 lutego | 1992 | Albertville | Slalom      | 1:32,68    | -          | -                  |

### Mistrzostwa świata
| Miejsce | Dzień       | Rok  | Miejscowość | Konkurencja | Czas biegu | Strata     | Zwyciężczyni       |
| ------- | ----------- | ---- | ----------- | ----------- | ---------- | ---------- | ------------------ |
| 7.      | 2 lutego    | 1989 | Vail        | Kombinacja  | 5,65 pkt   | +34,06 pkt | Tamara McKinney    |
| 12.     | 5 lutego    | 1989 | Vail        | Zjazd       | 1:46,50    | +2,33      | Maria Walliser     |
| 8.      | 8 lutego    | 1989 | Vail        | Supergigant | 1:19,46    | +0,92      | Ulrike Maier       |
| 1.      | 26 stycznia | 1991 | Saalbach    | Zjazd       | 1:29,12    | -          | -                  |
| 6.      | 29 stycznia | 1991 | Saalbach    | Supergigant | 1:08,72    | +0,57      | Ulrike Maier       |
| DNF     | 31 stycznia | 1991 | Saalbach    | Kombinacja  | 26,45 pkt  | -          | Chantal Bournissen |

### Mistrzostwa świata juniorów
| Miejsce | Dzień    | Rok  | Miejscowość | Konkurencja | Czas biegu | Strata | Zwyciężczyni       |
| ------- | -------- | ---- | ----------- | ----------- | ---------- | ------ | ------------------ |
| 2.      | 20 marca | 1987 | Sälen       | Gigant      | 2:22,07    | +0,73  | Deborah Compagnoni |
| 5.      | 21 marca | 1987 | Sälen       | Slalom      | 1:39,41    | +0,58  | Ingrid Stöckl      |

### Puchar Świata

#### Miejsca w klasyfikacji generalnej
- sezon 1987/1988: 17.
- sezon 1988/1989: 24.
- sezon 1989/1990: 1.
- sezon 1990/1991: 1.
- sezon 1991/1992: 1.
- sezon 1992/1993: 45.

#### Zwycięstwa w zawodach
1. Panorama – 16 grudnia 1989 (zjazd)
2. Panorama – 17 grudnia 1989 (zjazd)
3. Hinterstoder – 8 stycznia 1990 (gigant)
4. Haus – 14 stycznia 1990 (kombinacja)
5. Santa Caterina – 28 stycznia 1990 (gigant)
6. Vemdalen – 13 marca 1990 (slalom)
7. Valzoldana – 1 grudnia 1990 (gigant)
8. Valzoldana – 2 grudnia 1990 (slalom)
9. Altenmarkt im Pongau – 9 grudnia 1990 (supergigant)
10. Morzine – 21 grudnia 1990 (zjazd)
11. Bad Kleinkirchheim – 7 stycznia 1991 (kombinacja)
12. Kranjska Gora – 13 stycznia 1991 (slalom)
13. Méribel – 18 stycznia 1991 (zjazd)
14. Méribel – 19 stycznia 1991 (supergigant)
15. Serre-Chevalier – 21 grudnia 1991 (zjazd)
16. Panorama – 14 marca 1992 (zjazd)

- Łącznie 16 wygranych (6 zjazdów, 3 giganty, 3 slalomy, 2 supergiganty i 2 kombinacje).

#### Pozostałe miejsca na podium
1. Veysonnaz – 14 stycznia 1988 (zjazd) – 3. miejsce
2. Bad Gastein – 24 stycznia 1988 (kombinacja) – 3. miejsce
3. Altenmarkt – 16 grudnia 1988 (kombinacja) – 3. miejsce
4. Las Leñas – 9 sierpnia 1989 (supergigant) – 3. miejsce
5. Haus – 13 stycznia 1990 (zjazd) – 2. miejsce
6. Santa Caterina – 27 stycznia 1990 (supergigant) – 3. miejsce
7. Santa Caterina – 27 stycznia 1990 (zjazd) – 3. miejsce
8. Åre – 16 marca 1990 (supergigant) – 3. miejsce
9. Altenmarkt – 8 grudnia 1990 (zjazd) – 2. miejsce
10. Meiringen – 16 grudnia 1990 (supergigant) – 2. miejsce
11. Kranjska Gora – 11 stycznia 1991 (gigant) – 3. miejsce
12. Waterville Valley – 20 marca 1991 (slalom) – 3. miejsce
13. Lech – 30 listopada 1991 (slalom) – 2. miejsce
14. Lech – 1 grudnia 1991 (slalom) – 3. miejsce
15. Santa Caterina – 15 grudnia 1991 (supergigant) – 2. miejsce
16. Grindelwald – 2 lutego 1992 (kombinacja) – 2. miejsce
17. Narwik – 29 lutego 1992 (slalom) – 3. miejsce
18. Vail – 8 marca 1992 (supergigant) – 2. miejsce
19. Steamboat Springs – 6 grudnia 1992 (slalom) – 3. miejsce